# Ulrike Richter
Ulrike Richter-Schmidt, geb. Richter, (* 17. Juni 1959 in Görlitz) ist eine ehemalige deutsche Schwimmerin, die für den SC Einheit Dresden und die DDR startete.

## Werdegang
Sie errang im Rückenschwimmen ihre größten Erfolge. Als 14-Jährige schwamm sie 1973 Weltrekord (1:05,42 min) die 100 Meter Rücken. Bei den Europameisterschaften 1974 gewann sie sowohl den Titel über 100 Meter und 200 Meter Rücken als auch mit der 4-mal-100-Meter-Lagenstaffel der DDR jeweils in neuer Weltrekordzeit.
Bei den Weltmeisterschaften 1975 in Cali konnte sie ebenfalls Gold über 100 Meter Rücken erringen. Bei den Olympischen Spielen 1976 in Montreal wurde sie über 100 Meter und 200 Meter Rücken sowie mit der 4-mal-100-Meter-Lagenstaffel Olympiasiegerin.
1976 erhielt sie für ihre Leistungen bei den Olympischen Sommerspielen den Vaterländischen Verdienstorden in Gold; bereits 1974 wurde sie mit diesem Orden in Silber ausgezeichnet. Im Jahr 1983 wurde sie in die Ruhmeshalle des internationalen Schwimmsports aufgenommen. Nach der Aufnahme gestanden Mannschaftsoffizielle leistungssteigerndes Doping, weshalb ihr Eintrag in der Ruhmeshalle heute mit einer entsprechenden Fußnote versehen ist.

### Rücktritt und Privates
Im Jahr 1977 trat sie vom Leistungssport zurück. Sie ist mit dem ehemaligen DDR-Oberliga-Fußballspieler Volker Schmidt verheiratet.